# Немоноксацин
Немоноксацин — синтетичний антибіотик із групи хінолонів для перорального та парентерального застосування. Препарат знаходиться у стадії клінічних досліджень та розроблений тайванською компанією TaiGen Biotechnology.

## Фармакологічні властивості
Немоноксацин — антибіотик із групи нефторованих хінолонів, що був розроблений тайванською компанією TaiGen Biotechnology та пройшов II та III фазу клінічних досліджень у Китаї та на Тайвані і II фазу клінічних досліджень у США. Під час клінічних досліджень немоноксацину спостерігалась висока активність препарату до метицилінрезистентних штамів Staphylococcus aureus (MRSA), до пневмококів та стафілококів, які стійкі до фторхінолонів, та інших, як грампозитивних, так і грамнегативних та атипових мікроорганізмів. У клінічних дослідженнях немоноксацин виявляв ефективність у лікуванні позалікарняної пневмонії та інфекцій шкіри та м'яких тканин (включно із діабетичною стопою). Препарат розроблений для застосування як для перорального, так і парентерального застосування. Під час клінічних досліджень встановлено, що препарат добре всмоктується у шлунково-кишковому тракті. Максимальна концентрація антибіотику у плазмі крові досягається протягом 1—2 годин після прийому препарату, цей час підвищувався при вживанні антибіотику з їжею. При вживанні препарату з їжею знижувалалась концентрація препарату в крові. Немоноксацин майже не метаболізується в організмі, виводиться переважно нирками у незміненому вигляді. Період напіввиведення препарату складає 10—12 годин. Під час клінічних досліджень немоноксацину спостерігалась більша частота побічних ефектів у порівнянні з левофлоксацином (нудота, діарея, головний біль, запаморочення), але усі побічні ефекти були помірними та самостійно проходили після закінчення прийому препарату. У грудні 2013 року немоноксацин був схвалений FDA для прискореної процедури реєстрації для лікування позагоспітальної пневмонії та інфекцій шкіри і м'яких тканин.